# Кирилловская (Иркутская область)
Кирилловская (Кирилловск) — деревня в Нукутском районе Усть-Ордынского Бурятского округа Иркутской области. Входит в муниципальное образование «Алтарик»

## География
Деревня расположено в 42 км от районного центра, на высоте 591 м над уровнем моря.

## Внутреннее деление
Состоит из 4 улиц:
- Земледельческая
- Лесная
- Нагорная
- Школьная

## Название
Деревня Кирилловская также называется Кирилловск. Народное название населённого пункта — Вершина.

## История
Населённый пункт получил развитие в 1913 году, когда туда в связи с организацией в Кирилловске колхоза «Сибиряк», позже — спасаясь от белочехов, активно переселялись жители соседних деревень, в частности Казачье, Бутаково, Крюково, Чернигова, Плынская. В настоящий момент эти населённые пункты прекратили своё существование в связи со строительством Братской ГЭС и заполнением Братского водохранилища. В колхоз входили населённые пункты Малая Сухая (Потеряиха), Глебовск, Шалоты и Дархей.

## Население
| 2002 | 2010 | 2011 | 2012 |
| ---- | ---- | ---- | ---- |
| 233  | ↘205 | ↘204 | ↘201 |